# Рождённая быть плохой
«Рождённая быть плохой» (англ. Born to Be Bad) — нуаровая мелодрама режиссёра Николаса Рэя, которая вышла на экраны в 1950 году.
В основу фильма положен роман Энн Пэрриш «Все на коленях» (1928). Фильм рассказывает о молодой коварной женщине (Джоан Фонтейн), которая отбивает жениха-миллионера (Закари Скотт) у своей подруги (Джоан Лесли) и выходит за него замуж, продолжая роман со своим возлюбленным-романистом (Роберт Райан).
Как отметил историк кино Артур Лайонс, наряду с такими картинами, как «Пленница» (1949) и «Стычка в ночи» (1952) этот фильм относится к небольшому числу фильмов нуар, «в которых отсутствует криминальная составляющая».

## Сюжет
В Сан-Франциско помощник редактора книжного издательства Донна Фостер (Джоан Лесли) готовит дома большую вечеринку с помощью своего друга-художника Гэбриэла «Гобби» Брума (Мел Феррер). Неожиданно, на день раньше условленного срока к ней приезжает Кристабель (Джоан Фонтейн), племянница её босса Джона Кейна (Гарольд Вермилья), который попросил, чтобы та пожила у Донны на время учёбы в бизнес-школе. Рано потеряв родителей, Кристабель выросла в небольшом городке Санта-Флора под присмотром своей бедной одинокой тёти Клары Кейн (Вирджиния Фармер), и теперь приехала в город, чтобы получить образование и устроиться в издательство своего дяди. Тем же вечером Кристабель знакомится с женихом Донны, Кёртисом Кэйри (Закари Скотт), и, узнав о его богатстве, немедленно начинает с ним флиртовать. Она также знакомится с начинающим писателем Ником Брэдли (Роберт Райан), роман которого готовит к печати Донна. Между Кристабель и Ником сразу же возникает любовное влечение, при этом Ник отмечает для себя, что внутри Кристабель живут как бы «два человека» — милая, неиспорченная девушка и амбициозная, коварная женщина. Вскоре между Ником и Кристабель начинается серьёзный, но тайный роман. Гобби начинает писать портрет Кристабель, рассчитывая таким образом выйти на выгодные заказы через её дядю. В ходе разговора Гобби с Кристабель выясняется, что она бросила бизнес-школу. В этот момент звонит Кёртис, приглашая её в ювелирный магазин, после чего Кристабель отменяет свидание с Ником, и мчится на встречу с миллионером. В ювелирном магазине она с разочарованием узнаёт, что Кёртису просто нужен её совет относительно того, какой подарок купить Донне в связи с помолвкой. Кристабель пытается убедить Кёртиса подарить Донне дешёвую камею, но Кёртис в итоге выбирает очень ценное сапфировое ожерелье. Донна тронута подарком Кёртиса, однако Кристабель намекает на то, что Донна восхищается ожерельем из-за его дорогой цены, что расстраивает Донну. В издательстве Джон и Донна сообщают Нику о том, что его книга принята к печати, после чего Донна доверительно сообщает Нику о своём беспокойстве по поводу того, что Кёртис может подумать, будто она выходит за него замуж из-за его богатства. Однако Ник успокаивает её, заявляя, что на месте Кёртиса он бы в ней не сомневался, после чего они вместе отправляются на открытие персональной выставки Гобби. На выставке Кёртис признаётся Кристабель в своих опасениях относительно того, что Донна слишком переживает по поводу его богатства. Выдавая себя за сочувствующую подругу, Кристабель советует Кёртису составить с Донной добрачное соглашение относительно его имущества, что станет свидетельством их взаимной любви и избавит от переживаний по поводу денег. Кёртис предлагает Донне купить портрет Кристабель, чтобы порадовать несчастную девушку, а затем упоминает о добрачном соглашении, что глубоко ранит Донну, которая почувствовала в этом намёк на недоверие по отношению к себе и к своим чувствам. Тем же вечером Ник делает Кристабель предложение, однако она просит дать ей немного времени. Когда Кристабель возвращается домой, Донна собирает вещи, чтобы на следующий день уехать в Лондон и даже не останется на бал, который проводит Кёртис. Она обвиняет Кристабель в манипулировании людьми и в разрушении их отношений ради своих эгоистических целей. На следующий день в издательстве Джон решает отправить Кристабель обратно в Санта-Флору к тёте Кларе, после того, как она бросила учёбу и не сможет работать в издательстве, однако Кристабель уговаривает дядю разрешить ей остаться на бал, который вечером проводит Кёртис. На балу Кристабель, оставшись наедине с Кёртисом, делает вид, что переживает по поводу Донны, после чего признаётся ему в своих чувствах, и, поддавшись эмоциям, Кёртис целует её. При очередной встрече с Ником Кристабель говорит, что они должны прервать свои отношения, так как она выходит замуж за Кёртиса. При расставании Ник замечает, что она не будет счастлива с Кёртисом, поскольку не любит его и будет с ним одинока. При этом, Ник замечает, что со своей тягой к нему она ничего не сможет поделать.
Вскоре Ник уезжает в Бостон, а Кристабель и Кёртис женятся. После свадьбы Кристабель начинает вести активную общественную деятельность, возглавляя благотворительные общества и организуя балы, на что Кёртис вынужден расходовать всё более крупные суммы. Когда переехавшая к ней Клара заговаривает о сдержанности в её расходах, Кристабель даёт тёте понять, что той пора вернуться в Санта-Флору. Под предлогом постоянной занятости Кристабель практически не обращает внимания на семейную жизнь и игнорирует Кёртиса, что вынуждает его задуматься о об их отношениях. Кёртис также чувствует, что Кристабель не может забыть Ника, который накануне приехал в Сан-Франциско в связи с выходом в свет его романа. Донна также вернулась две недели назад и занимается продвижением романа Ника. В момент подготовки бала Джон звонит Кристабель из Санта-Флоры, сообщая, что Клара серьёзно больна, однако Кристабель отказывается приехать навестить её, ссылаясь на занятость. На балу Кристабель уединяется с Ником, пытаясь возобновить с ним роман, однако он предупреждает её, что не встречается с замужними женщинами и в заключение заявляет, что хотел бы, чтобы она понравилась ему настолько же, насколько он неё любит. После бала Кёртис говорит, что не доволен браком и настаивает на том, чтобы Кристабель вместе с ним немедленно отправилась в загородный пансионат, чтобы у неё не было возможности встречаться с Ником до его возвращения в Бостон. Кристабель делает вид, что подчиняется мужу, однако когда на следующий день Кёртис отправляется на конную прогулку, она сбегает из пансионата, оставив записку, что уехала в Санта-Флору к заболевшей тёте Кларе. На самом деле Кристабель, возвращается в Сан-Франциско на тайное свидание с Ником, которому пообещала расстаться с Кёртисом. Ник просит её поехать вместе с Кёртису и всё ему объяснить, однако по её реакции он понимает, что она не намерена разводиться, а хочет держать при себе обоих — мужа из-за его денег, а его — для любви. Поняв это, Ник расстаётся с Кристабель, называя её неисправимой эгоисткой. Кристабель возвращается домой, где встречает Кёртиса, который только что приехал в компании Джона. Они ловят Кристабель на лжи, заявляя, что она провела время с Ником в то время, как тётя Клара умерла сегодня днём. После этого Кёртис сообщает, что уезжает на неделю, и просит, чтобы к его возвращению Кристабель уже не было в доме. Кёртис возвращается к своему хобби, пилотируя небольшой самолёт. На аэродроме его встречает Донна, они целуются и возобновляют отношения. Кристабель уезжает, забирая с собой лишь свои меха. Гобби в связи со скандалом вокруг отношений Кёртиса и Кристабель повышает цену на выставленный в галерее её портрет в два раза. (В альтернативной концовке картины Кристабель, покинув дом Кёртиса, попадает в автокатастрофу и оказывается в больнице. Вскоре у неё начинаются отношения с хирургом, жена которого подаёт на неё в суд за «отчуждение привязанности». Кристабель, в свою очередь, начинает встречаться с адвокатом по поводу иска).

## В ролях
- Джоан Фонтейн — Кристабель Кейн Кэри
- Роберт Райан — Ник Брэдли
- Закари Скотт — Кёртис Кэри
- Джоан Лесли — Донна Фостер
- Мел Феррер — Габриэл «Гобби» Брум
- Гарольд Вермилья — Джон Кейн
- Вирджиния Фармер — тётя Клара Кейн
- Кэтлин Ховард — миссис Болтон
- Бесс Флауэрс — миссис Уортингтон
- Ирвинг Бейкон — продавец ювелирных изделий

## Создатели фильма и исполнители главных ролей
Как пишет историк кино Гленн Эриксон, «трудно поверить в то, что столь восхваляемый кинорежиссёр, как Николас Рэй проработал в Голливуде всего двенадцать лет», поставив за это время всего 17 фильмов. Рэй начинал режиссёрскую карьеру благодаря «поддержке и покровительству таких серьёзных талантов, как Элиа Казан, Джон Хаусман и Герман Дж. Манкевич». Первый фильм Рэя «Они живут по ночам» был поставлен на студии RKO Pictures в 1947 году, когда работой студии руководил Дор Шари. «Фильм собрал хорошие отклики в ходе предпросмотров», однако в этот момент студию возглавил эксцентричный миллиардер Говард Хьюз, который на два года положил фильм на полку. Как отмечает Эриксон, «Хьюз сразу же начал „править“ каждый проект в каталоге своей студии, а Рэй был поставлен на доделку фильмов других режиссёров, таких как „Розанна Маккой“ (1949), и передавался в аренду для постановки нуаровой драмы „Стучись в любую дверь“ (1949) с Хамфри Богартом в главной роли». Второй фильм Рэя для RKO, «Женский секрет» (1949), попал в кинотеатры на семь месяцев раньше, чем «Они живут по ночам». Как отмечает критик, Рэй был поставлен на «Женский секрет» после того, как Жак Турнёр покинул проект. Это был детектив с убийством из мира музыкального бизнеса, который «довольно сильно и в живо написал сценарист Херман Дж. Манкевич». В 1950 году Рэй выпустил на студии Columbia Pictures один из своих лучших нуаров «В укромном месте» (1950), вновь с Богартом в главной роли, а также фильм «Рождённая быть плохой» на студии RKO.
К моменту создания этого фильма Джоан Фонтейн уже была признанной актрисой, получив в 1941 году номинацию на «Оскар» за роль в фильме Альфреда Хичкока «Ребекка» (1940), на следующий год удостоившись этой награды за ещё один фильм Хичкока «Подозрение» (1941) и наконец получив ещё одну номинацию на «Оскар» за мелодраму «Верная нимфа» (1943). Ей принесли славу также мелодрамы «Джейн Эйр» (1943) и «Письмо незнакомки» (1948). В 1948 году актёр Роберт Райан был номинирован на «Оскар» за роль американского солдата-антисемита в социальном нуаре «Перекрёстный огонь» (1947), после чего сыграл в таких успешных фильмах нуар, как «Женщина на пляже» (1947), «Берлинский экспресс» (1948), «Подстава» (1949), «Акт насилия» (1949) и «Пленница» (1949). После картины «Рождённая быть плохой» Рэй снял Райана в одной из своих лучших картин, фильме нуар «На опасной земле» (1951), а также в военной драме «Горячий полёт» (1951) и в библейской драме «Царь царей» (1961). Закари Скотт был в тот период также одним из востребованных актёров жанра фильм нуар, сыграв в таких фильмах, как «Маска Димитриоса» (1944), «Милдред Пирс» (1945), «Сигнал об опасности» (1945), «Неверная» (1947), «Безжалостный» (1948), «Кнут» (1948) и «Путь фламинго» (1949).

## История создания фильма
Как пишет историк кино Маргарита Ландазури, «наряду с многими другими фильмами, сделанными на RKO в период хаотического правления Говарда Хьюза, „Рождённая быть плохой“ имеет длинную и запутанную историю, полную заэкранного секса, интриг и предательства, которые не менее колоритны, чем то, что можно увидеть на экране». Всё началось с того, что актриса Джоан Фонтейн купила права на экранизацию романа Энн Пэрриш «Все преклоняют колена» (1928), который затем перепродала студии RKO. По словам Ландазури, «фильм был включён в производственный план на 1946 год, но работа над ним дважды откладывалась, и за это время над ним поработало семь сценаристов, после чего он наконец был запущен в производство в 1949 году, когда студию уже купил Хьюз». По словам Фонтейн, Хьюз делал ей предложения на протяжении десяти лет (он также сватался и к сестре Фонтейн, Оливии де Хавилланд), и «теперь продолжил свою охоту». Как отмечает далее Ландазури, «к этому времени брак Фонтейн с продюсером Уильямом Дозьером уже дал трещину, и в своих мемуарах она даёт понять, что когда она сказала мужу о последнем предложении Хьюза, они вдвоём решили, что она разведётся с Дозьером и выйдет замуж за Хьюза, если тот поставит Дозьера во главе студии. При этом Фонтейн пишет, что не любила Хьюза и не хотела заводить с ним роман до своего развода, так как боялась потерять опеку над дочерью. Однако переговоры с Хьюзом сорвались, её отношения с Хьюзом ни к чему не привели, брак Фонтейн в конце концов пришёл к концу, а Дозьер потерял работу на RKO».
По информации Американского института киноискусства, «предпроизводство картины началось в конце 1945 года. В то время продюсером должен был стать Уильям Перейра, а режиссёром — Пол Стюарт. Алана Маршала планировали взять в аренду у компании Дэвида О. Селзника на главную роль с паре с Фонтейн, а контрактная актриса студии MGM Марша Хант должна была получить роль второго плана». Однако в середине января 1946 года Стюарта сняли с режиссёров, а на место Маршалла был приглашён Джон Саттон. В конце февраля 1946 года в качестве режиссёра был приглашён Джон Берри со студии Paramount, а в середине марта 1946 года в качестве нового партнёра Фонтейн был назван Генри Фонда. Согласно различным источникам, на должность режиссёра рассматривались также кандидатуры Эдмунда Гулдинга, Джона Хэмблтона и Шапарда Траубе.
В информации Американского института киноискусства также отмечается, что в 1948 году на главную роль в фильме рассматривалась также контрактная звезда RKO Глория Грэм, однако глава студии Хьюз в этот момент отложил производство на неопределённый срок. По сообщению Хэла Эриксона, идея поставить фильм возникла вновь в 1948 году под названием «Плохая как розы», на этот раз в Барбарой Бел Геддес в главной роли. Как далее отмечает Хэл Эриксон, затем Хьюз «решил заменить Бел Геддес на более прибыльную Фонтейн, что стало одной из причин, по которой продюсер Дор Шари покинул RKO и перешёл на MGM». В мае 1949 года в качестве режиссёра был наконец утверждён Николас Рэй.
Согласно информации Американского института киноискусства, помимо Маршалла и Саттона на главные роли рассматривались также кандидатуры таких актёров, как Рональд Рейган, Дэвид Найвен, Дэн Дьюриа, Винсент Прайс, Джордж Сэндерс и Франшо Тоун. Однако, по словам Ландазури, Рэй настоял на кандидатуре Роберта Райана на роль романиста, который влюбляется в Кристабель. Это был первый из пяти фильмов, которые Рэй и Райан сделали вместе, положив начало их долгой дружбе. «Суровый красивый облик Райана и его умение сыграть сложные, часто противоречивые чувства сделали его идеальным героем для Рэя, а игра актёра в роли психически неуравновешенного копа в фильме нуар Рэя „На опасной земле“ (1952) стала одной из лучших у Райана».
Кроме того, студия RKO взяла у Warner Bros. в аренду Закари Скотта, а «бывшая инженю студии Warner Brothers» Джоан Лесли вернулась на экран после двухлетнего отсутствия. Наконец, «Мел Феррер, с которым Хьюз только что подписал контракт, получил художника, который пишет портрет Кристабель и наблюдает её злодеяниями».
Рабочими названиями этого фильма были «Кристабель Кейн», «Все преклоняют колена» и «Постель роз».
Как отмечает Ландазури, «после окончания работы над фильмом Хьюз по своему обычаю начал всё исправлять». Он потребовал, чтобы другие режиссёры пересняли некоторые сцены и изменил финал, а когда «Рэй попросил дать ему право сделать окончательную версию, ему было в этом отказано». По информации Американского института кино, «для фильма было снято два финала. В первом варианте, который был направлен на утверждение в Администрацию производственного кодекса 13 сентября 1949 года, картина заканчивается тем, что Кристабель лишь с несколькими мехами покидает дом Кёртиса. Второй финал, который был направлен на утверждение 8 августа 1950 года, включал сцену, в которой Донна и Кёртис воссоединяются, а также сцену автокатастрофы Кристабель и последующие сцены скандала с её участием». По сведениям Американского института киноискусства, «сцена воссоединения Донны и Кёртиса, которая происходит после того, как Кёртиса показывают летящим в одноместном самолёте, была написана лично Хьюзом». Также сообщалось, «что хотя в 1950 году Рэй поставил часть из написанного заново материала, однако сцену в больнице поставил Роберт Стивенсон, а сцену в тюремной больнице — Ричард Флейшер».
Как отмечено на сайте Американского института киноискусства, хотя «первые варианты сценария были одобрены офисом Администрацией производственного кодекса, более поздние версии вызвали возражения, прежде всего, по причине „появления в них незаконного секса, который показан без надлежащих компенсирующих моральных ценностей“. И хотя создатели фильма так и не внесли в историю никаких существенных изменений, тем не менее сценарий был окончательно одобрен в июне 1949 года, как и переработанный финал в августе 1950 года». Влиятельный консервативный общественный деятель Мартин Куигли обратился к директору Администрации Джозефу И. Брину с письмом, в котором утверждал, что «переработанный финал, который, как он отметил, был сделан по приказу главы RKO Говарда Хьюза, был в моральном плане неприемлемым, потому что „дама“ не получает наказания, более того, показано, как она „прекрасно выходит из этой ситуации“». В своём ответе Брин заверил Куигли, что его офис и RKO по этому поводу будут иметь «крупное столкновение».
Хотя в кинотеатры в 1950 году были направлены копии фильма со вторым окончанием, параллельно существует и версия фильма с первым финалом.

## Оценка фильма критикой

### Общая оценка фильма
Как указывает Маргарита Ландазури, «когда фильм вышел на экраны, критики отвергли его как очередную мыльную оперу. Однако с годами по мере роста культового статуса режиссёра Николаса Рэя, фильм также прошёл некоторую переоценку критики». В частности, Франклин Джарлетт в своей книге о жизни и карьере Роберта Райана, пишет, что «у фильма хороший сценарий и быстрый темп, и он убедительно сыгран актёрами… В чутких руках Николаса Рэя он вырос до уровня моралите». Спенсер Селби назвал картину «сложной историей соблазнительной и бессердечной роковой женщины», а по мнению рецензента журнала TimeOut, «хотя этот фильм и далёк от лучших работ Рэя — который определённо был не доволен исходным материалом — тем не менее, это весьма смотрибельная мелодрама о стервозной женщине». Майкл Кини считает, что «это вполне достойная мелодрама, но поклонникам криминального жанра она может не понравиться», а по мнению Хэла Эриксона, фильм «временами настолько перегрет, что угрожает впасть в самопародию, хотя этого так и не происходит».
Крейг Батлер пишет, что «хотя этот фильм вряд ли можно назвать выдающимся, тем не менее, он доставит немало удовольствия тем, кто захочет посмотреть необузданную, аффектированную, перехлёстывающую через край мелодраму. Фильм не тратит время на утончённости. Значительно больше он озабочен воспеванием своей героини — „плохой девушки“, и представлением своего мыльного содержания в самых драматических формах, которые только возможны». Однако, по мнению Батлера, «художественные соображения не имеют значения в этом фильме. Это действительно тот тип фильма, когда надо сесть, отбросить художественные вопросы в сторону и просто насладиться перехлёстывающим через край развлечением». Не менее критично оценил картину и Деннис Шварц, написавший, что «Рэй опускается вниз на несколько уровней после своего выдающегося опуса „Они живут по ночам“, ставя эту низкосортную, но стилистически увлекательную мелодраму». Критик считает, что фильм «вполне приемлем в качестве рутинной женской голливудской картины о стервозной карьеристке, двигаясь по банальным кругам мыльной оперы к предсказуемому результату». И всё же, «Рэй раскручивает окружающую порочность на полную катушку, тем самым рисуя уродливую картину духовного банкротства светской жизни».

### Оценка работы режиссёра и творческой группы
По мнению Батлера, «сценарий содержит одну незабываемую строчку за другой — иногда незабываемо хорошую, иногда незабываемо плохую, но все они рассчитаны на то, чтобы произвести впечатление». При этом постановка Рэя «столь же перегрета, как и сценарий. Это далеко не самая лучшая его работа, но и в ней присутствует уникальный дух Рэя, и он находит некоторые интересные ракурсы, чтобы ввести эстетический интерес в низкопробный характер происходящего». TimeOut считает, что это «довольно предсказуемая история, но Рэй поставил её с огромным вниманием к эмоциональным состояниям и с насыщенной смыслом визуальной композицией». По словам Гленна Эриксона, «фильм показывает Николаса Рэя как режиссёра в его лучшем виде». Он доносит до зрителя все хитросплетения сценария с помощью своей искусной постановки, в чём ему помогает выразительная операторская работа Николаса Мусураки. Хотя, как отметил однажды его коллега Билли Уайлдер, Рэй «позволял своим актёрам помыкать собой», тем не менее он «добивался впечатляющей и часто проникновенной игры как от эпизодических актёров, так и от звёзд». Ландазури обращает внимание на «поразительно оригинальный визуальный стиль Рэя и его умение передать на экране сильные эмоции даже при работе с самым банальным материалом». В частности, «хотя продюсер Роберт Спаркс рассматривал эту картину как просто очередную романтическую мелодраму, Рэй отчаянно боролся за каждую сцену фильма, что стало типичным для метода его режиссёрской работы». Критик также отмечает «потрясающую работу оператора Николаса Мусураки», работа которого на фильме «Из прошлого» (1947) стала «одной из определяющих для жанра фильм нуар».

### Оценка актёрской игры
Критики уделили значительное внимание актёрской игре, особенно, работе Джоан Фонтейн в главной роли, которая получила неоднозначную оценку. В частности, в рецензии журнала TimeOut было отмечено, что «Фонтейн превосходно играет роль лживой, амбициозной и хваткой дамы, которая пойдёт на всё, лишь бы вцепиться своим когтями в богатого мужа, не переставая заигрывать с различными ухажёрами». В этой картине актриса отказывается от своего фирменного имиджа «милой» девушки, показывая, что под традиционной «женской невинностью» могут скрываться порок и коварство. Одновременно она показывает, что «мужчины, которые достаточно доверчивы, чтобы верить в подобную сладостную жеманность, получают то, что заслуживают». Батлер отмечает, что «Фонтейн играет вопреки амплуа — в ущерб себе и фильму. Хотя её игра забавна своей манерностью, она никогда даже отдалённо не убедительна (и не только потому, что актриса лет на десять стара для этой роли), а часть её ужимок по-настоящему раздражает». Критик считает, что «оба её любовных интереса лучше. Ни Роберт Райан, ни Закари Скотт не выдают выдающейся игры, но он выполняют то, что от них требуется. Ещё лучше Мел Феррер, который с наслаждением играет своего скрытного персонажа. Её лучше Джоан Лесли, сдержанная, милая игра которой бесспорно лучшая в фильме».
По мнению Гленна Эриксона, «актёрская игра в фильме увлекательна, за исключением миллионера Закари Скотта, который кажется слишком большим простаком, чтобы суметь сохранить свои деньги настолько долго». Эриксон обращает внимание на то, что «Фонтейн, которую помнят по ролям добродетельных невинных персонажей в фильмах Хичкока „Ребекка“ и „Подозрение“, на этот раз использует те же эмоциональные жесты и поступки, но на этот раз как орудия обмана». Роберт Райан после памятных ролей «злобного расиста и одержимого мстителя на этот раз получает возможность сыграть довольно нормального человека. Он демонстрирует свой мужской шарм, чтобы добиться внимания Кристабель, после чего смягчается, а затем показывает различную степень разочарования попытками Кристабель обмануть его». Эриксон особенно выделяет «отличную игру» Джоан Лесли, которая возможно, «сыграла здесь свою лучшую роль, избавившись от имиджа симпатяшек на студии Warner Bros. Её Донна излучает добропорядочность и сдержанность, а её монолог, обличающий Кристабель, сорвал бы в театре аплодисменты». И, наконец, Мел Феррер «отлично справляется с ролью второго плана», создавая один из «первых образов достойных гея». Его Гобби «вынужден крутиться, чтобы получать заказы, и тем не менее, он пользуется доверием в кругу друзей Донны. Он с самого начала понимает сущность Кристабель, но мудро сохраняет нейтралитет ради собственных интересов». Майкл Кини отмечает, что «Фонтейн с головой погружается в созданный ей образ пронырливой и бессердечной героини, а её постоянно улыбчивое лицо просто бесит. У Райана также есть раздражающая привычка — хватать Фонтейн при малейшей возможности и сразу же яростно целовать её».